# Čučuk Stana
Čučuk Stana, cyr. Чучук Стана (ur. 1795 w Sikole, zm. 1849 w Atenach) – serbska rozbójniczka, bohaterka serbskiej epickiej poezji ludowej.

## Życiorys
Urodziła się w 1795 roku we wsi Sikole w pobliżu miasta Negotin w Serbii, w rodzinie emigrantów z Hercegowiny. Miała dwie siostry: Stojnę i Stamenę, a także młodszego brata Mihaila. Ojciec, który pragnął mieć syna, ubierał córki w chłopięce ubrania. Przydomek „Čučuk” (od tureckiego küçük – mały) Stanie nadano z powodu niskiego wzrostu. Ukończyła szkołę średnią w mieście Bela Crkva. 
W 1812 roku Stana poznała Hajduka Veljko, jednego z przywódców pierwszego powstania serbskiego i zamieszkała z nim, chociaż znacznie starszy Veljko miał żonę. Veljko nie mógł się rozwieść bez zgody Cerkwi i by poślubić Stanę, miał przekupić kapłanów. Stana walczyła z nim z karabinem w rękach przeciwko Turkom i czterokrotnie została ranna. Gdy w 1813 roku Velko został zabity, zamieszkała w Pančevie.
Później wyszła za mąż za greckiego wojskowego, pułkownika rosyjskiej armii, bohatera i uczestnika wojny o niepodległość Grecji – Jeorgakisa Olymbiosa, z którym przeprowadziła się na Wołoszczyznę, w tym do Bukaresztu. Jeorgakis zginął 29 czerwca 1821 w bitwie w mołdawskiej wiosce Sculeni, wysadzając się w klasztorze Secu, gdy Stana była w ciąży. Mieli już dwoje dzieci: Milana i Aleksandra. Córka Eufrozyna urodziła się po śmierci ojca. Ze względu na bezpieczeństwo dzieci Stana przeniosła się z nimi do Chocimia w Imperium Rosyjskim, gdzie schroniło się wielu innych uczestników rewolucji serbskiej.
Po wyzwoleniu Grecji Stana zamieszkała z dziećmi w Atenach. Jako wdowa po greckim bohaterze Olymbiosie otrzymała niewielką emeryturę państwową.
Zmarła w 1849 roku, według innych źródeł w 1850. Grób nie zachował się.

## W kulturze
Miłość Veljka i Stany była jednym z ulubionych motywów serbskich legend. Niedaleko Sokobanji na górze Ozren znajduje się skała, na której mieli sobie przysięgać wieczną miłość. Młode pary uważają, że pocałunek w tym miejscu zapewni ich związkowi trwałość, a samotni, że dotknięcie skały pomoże znaleźć „drugą połówkę”. Przekazywany jest również przepis na pomadkę, która ma sprawić, by usta stały się czerwone i ponętne jak usta Stany. Należy wziąć ostrą mieloną czerwoną paprykę, wymieszać z miodem i płatkami róży. Usta posmarowane wieczorem rano będą pełne i czerwone.
Motyw Čučuk Stany pojawiał się również w serbskiej kulturze:
- 1907 – serbski kompozytor Stevan Hristić napisał muzykę do utworu o życiu Stany Čučuk[6]
- 1972 – został nakręcony film fabularny Čučuk Stana, w którym rolę Stany zagrała serbska aktorka Svetlana Bojković[7]
- 1981 – została wydana książka o życiu Stany Čučuk Stana, 1795–1849 – žena Hajduk Veljka i grčkog narodnog heroja Georgakisa Olimpiosa, której autorem był Dušic Popović Stojković[8][9]
- 2017 – Slobodan Stanišić opublikował książkę Čučuk Stana devojka sa sto megdana[10]